# Stráně u Popovic
Stráně u Popovic este o arie protejată (arie specială de conservare — SAC, sit de importanță comunitară — SCI) din Republica Cehă întinsă pe o suprafață de 130,86 ha, integral pe uscat.

## Localizare
Centrul sitului Stráně u Popovic este situat la coordonatele 49°02′57″N 17°33′25″E / 49.049167°N 17.556944°E.

## Înființare
Situl Stráně u Popovic a fost declarat sit de importanță comunitară în aprilie 2005 pentru a proteja 1 specie de animale. Situl a fost protejat și ca arie specială de conservare în martie 2015.

## Biodiversitate
Situată în ecoregiunea continentală, aria protejată nu include niciun habitat protejat.
La baza desemnării sitului se află o specie protejată de  nevertebrate: fluturele de noapte (Eriogaster catax).